# Улица Николая Ершова

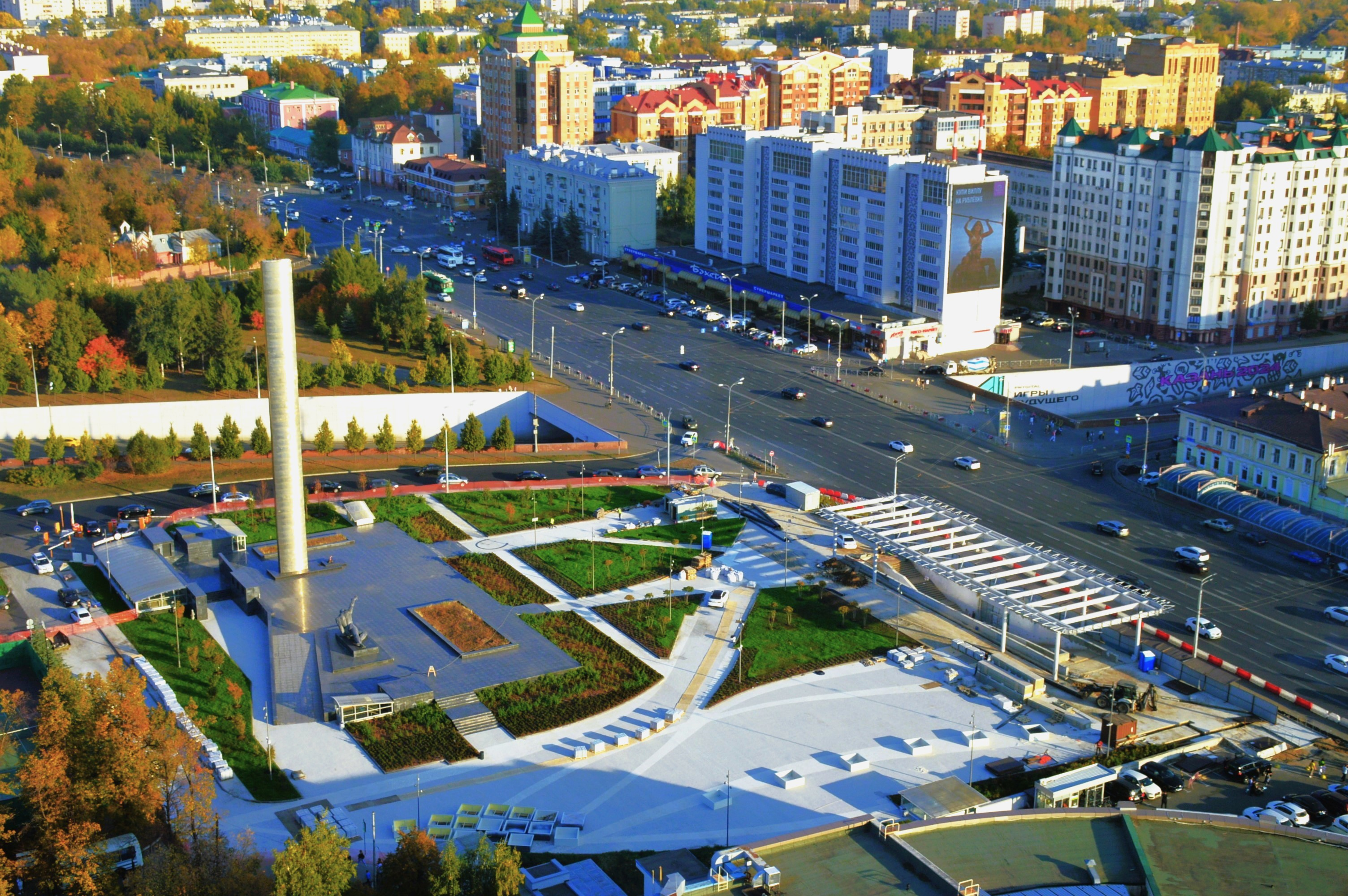
Площадь у входа в Центральный парк имени Горького

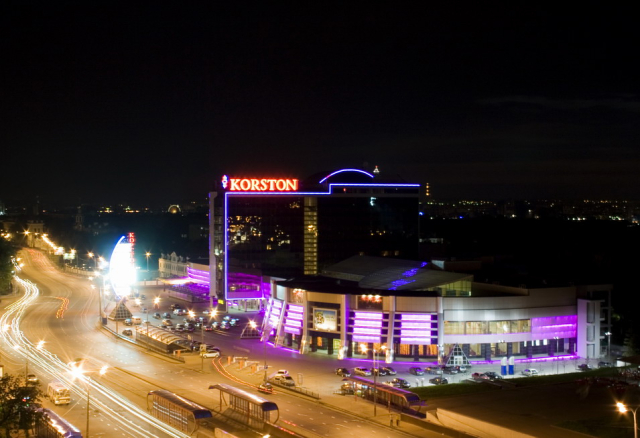

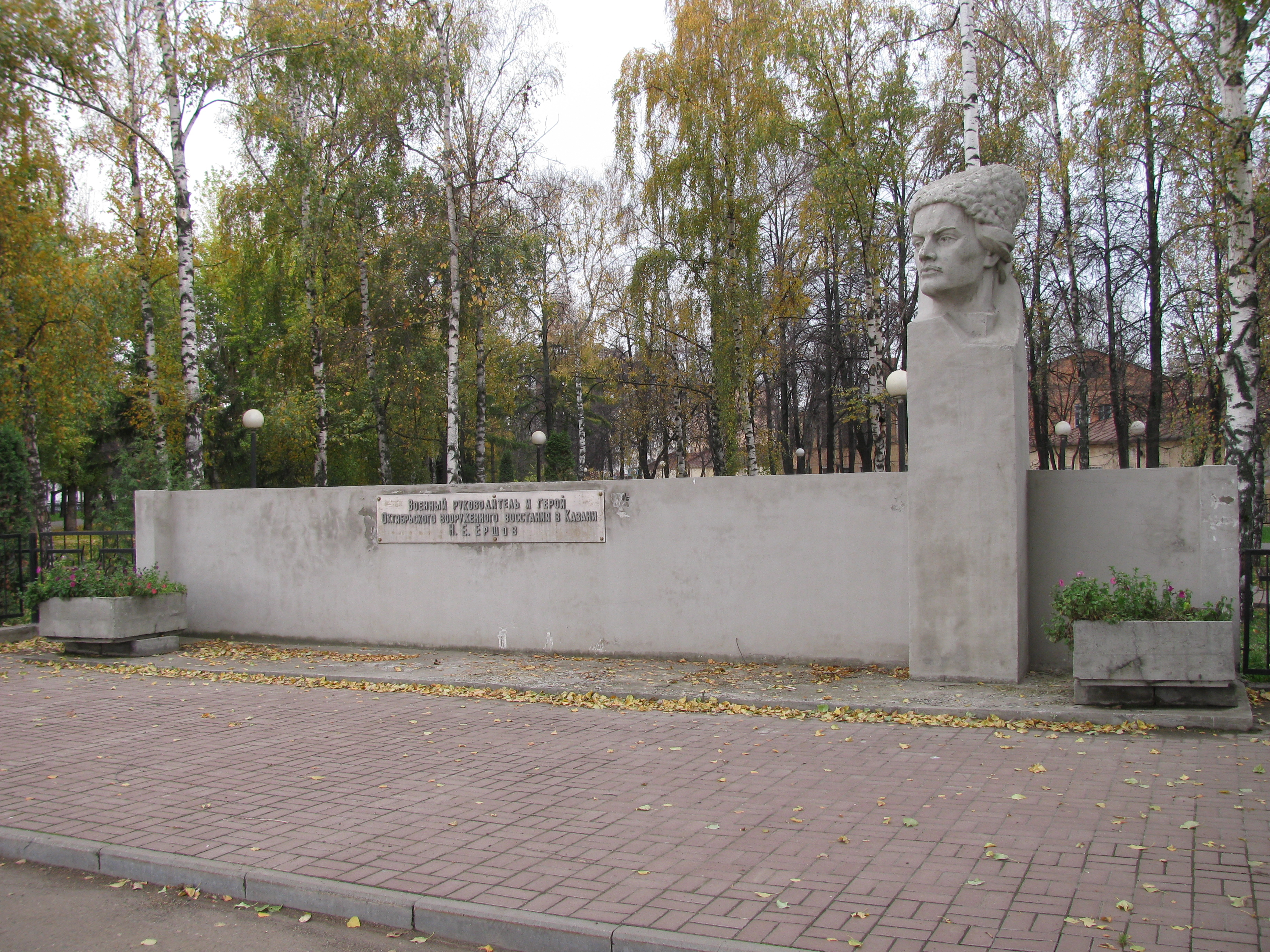
Монумент Ершову

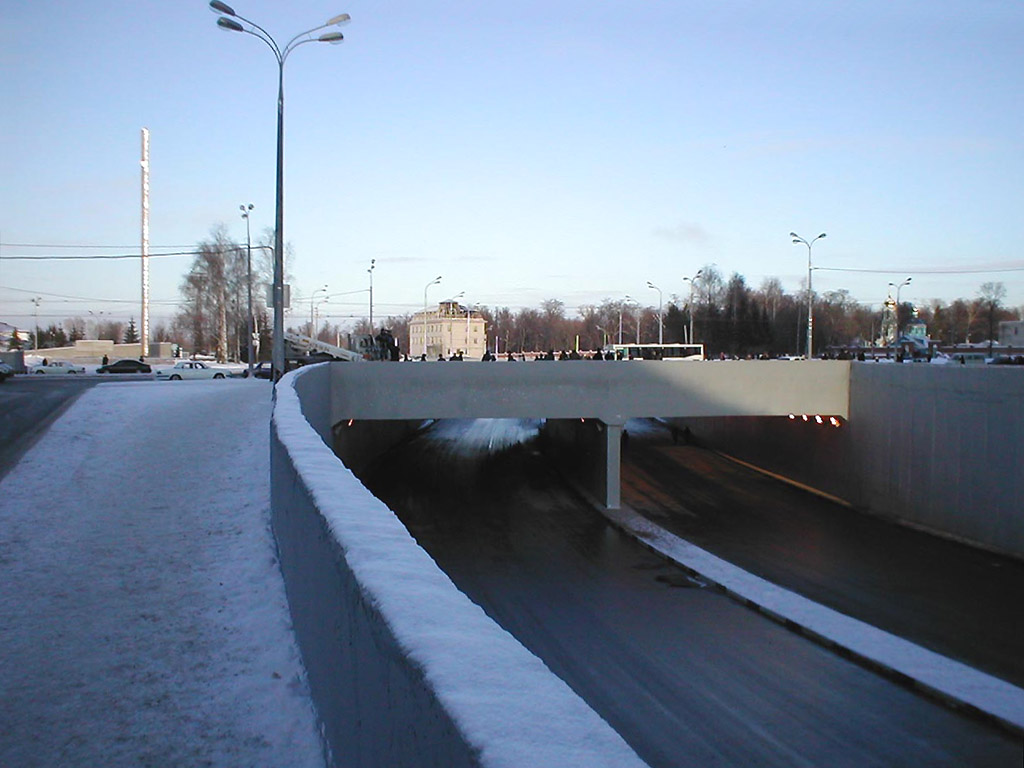
Развязка улиц Вишневского (прямо) и Ершова. Слева видна титановая стела

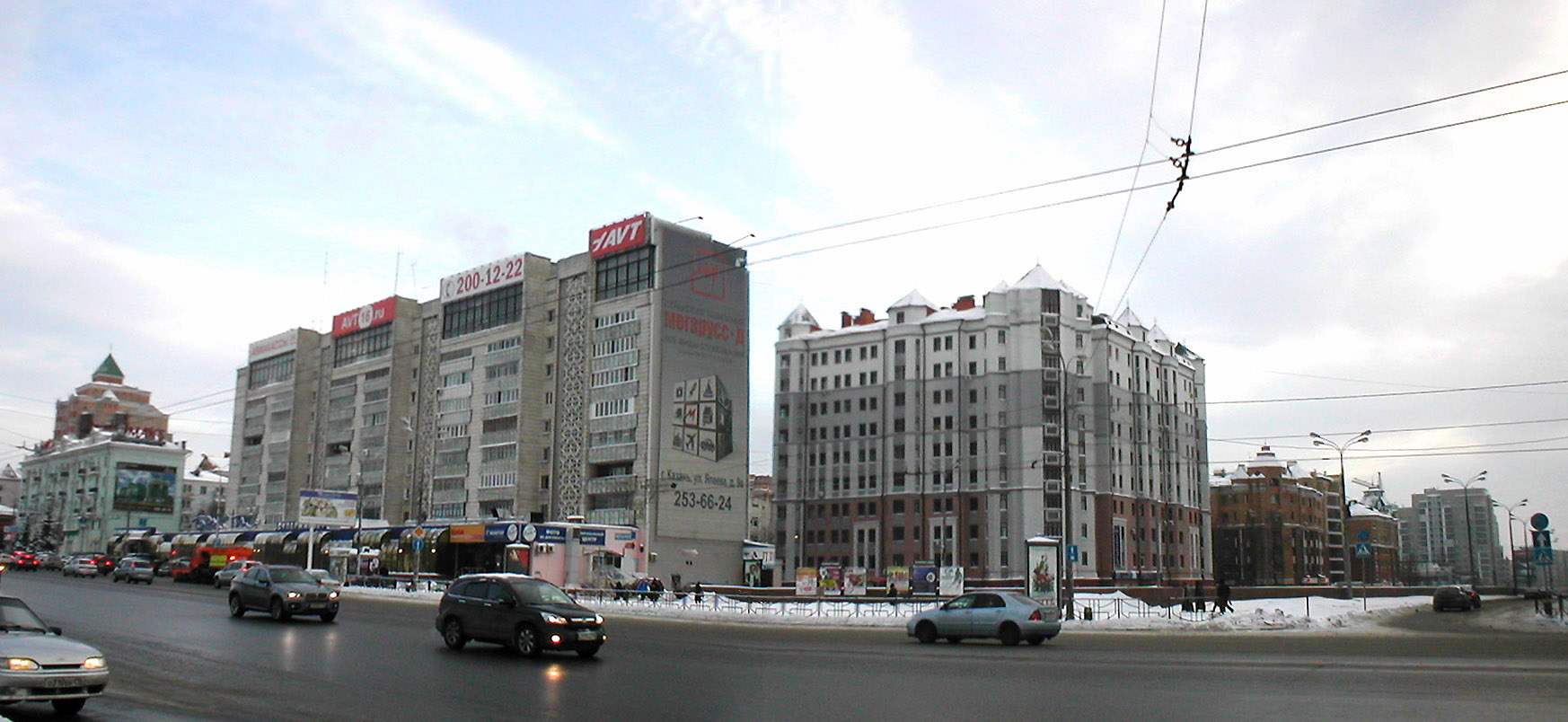

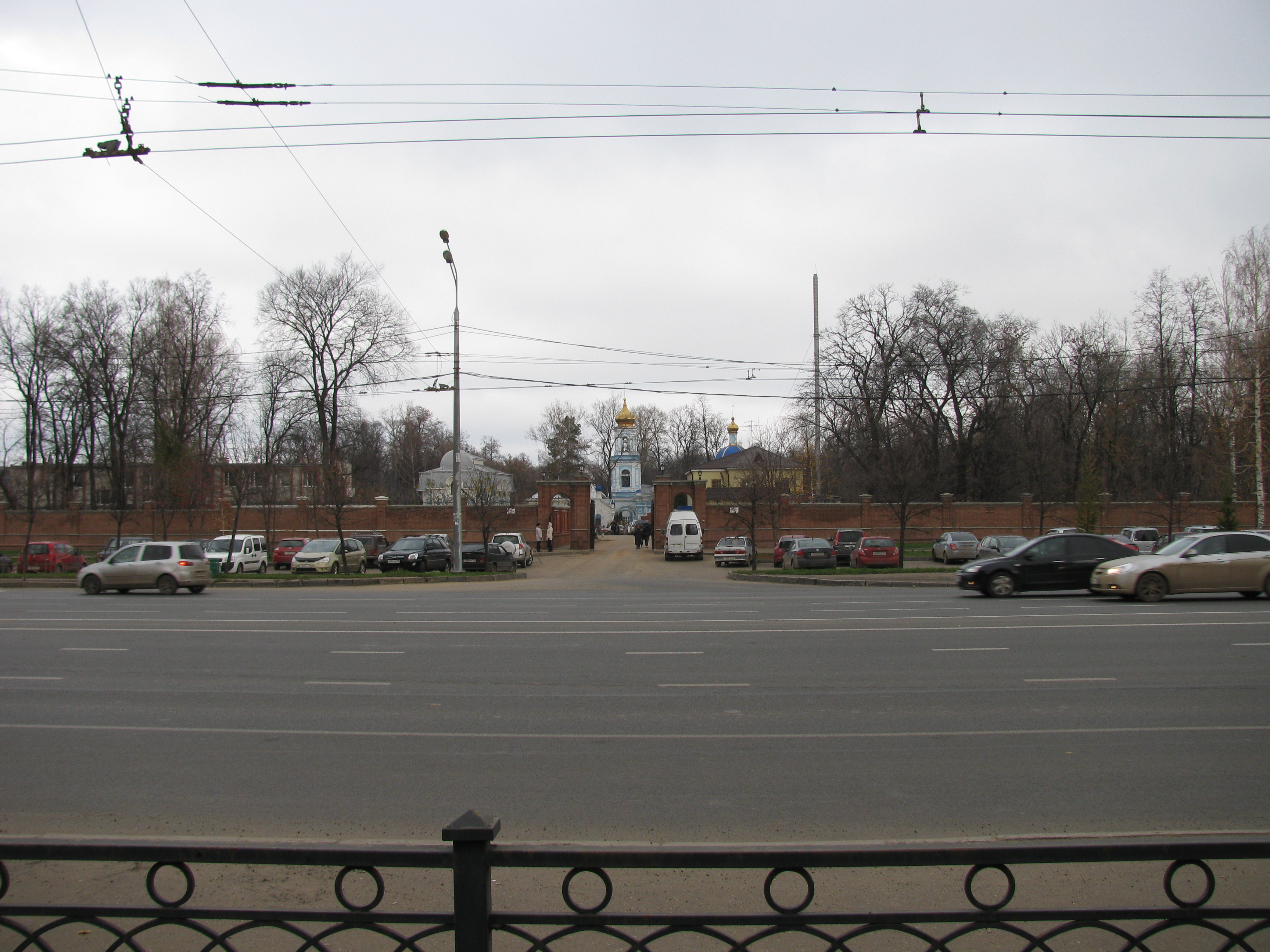
Арское кладбище

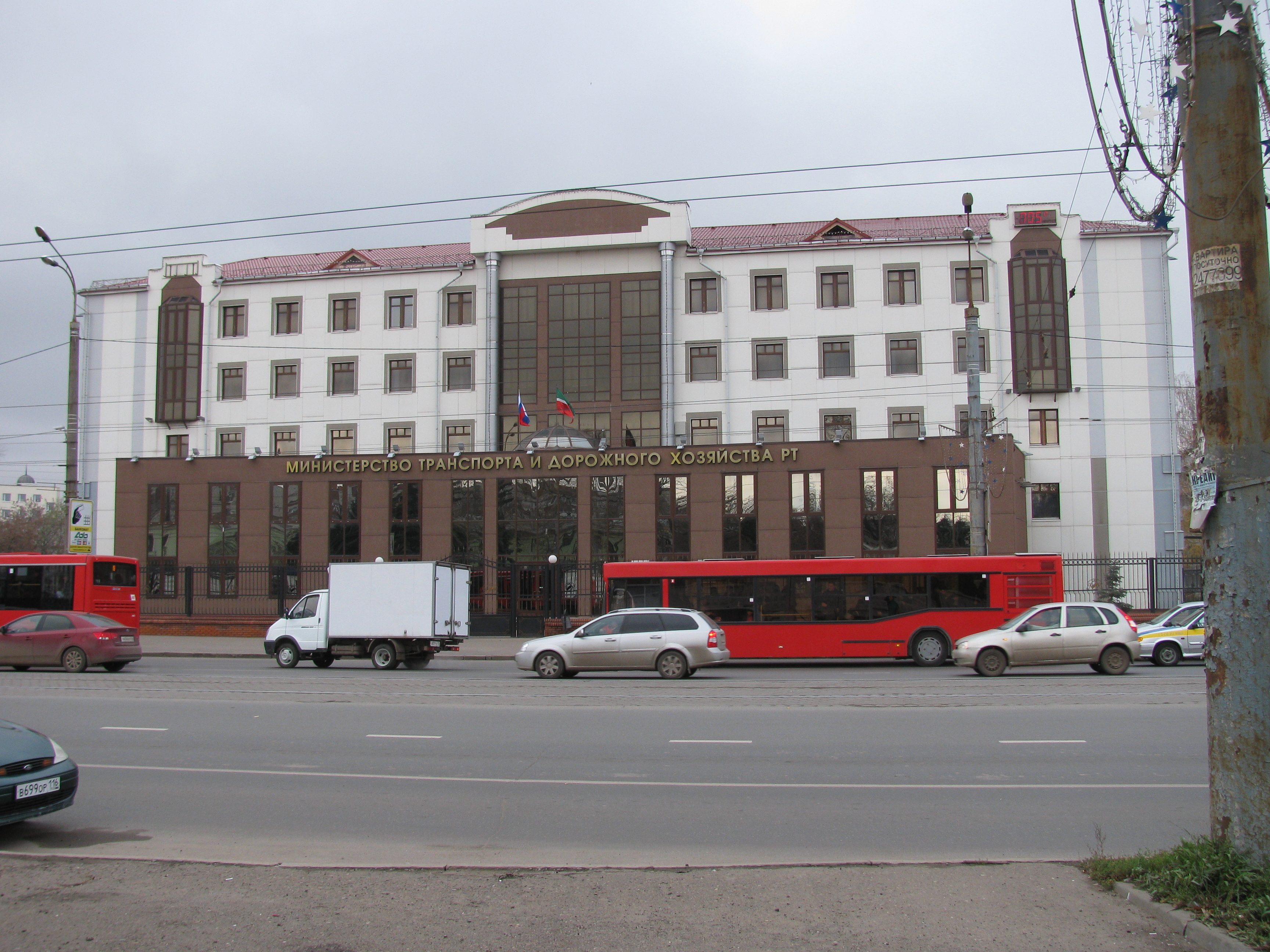

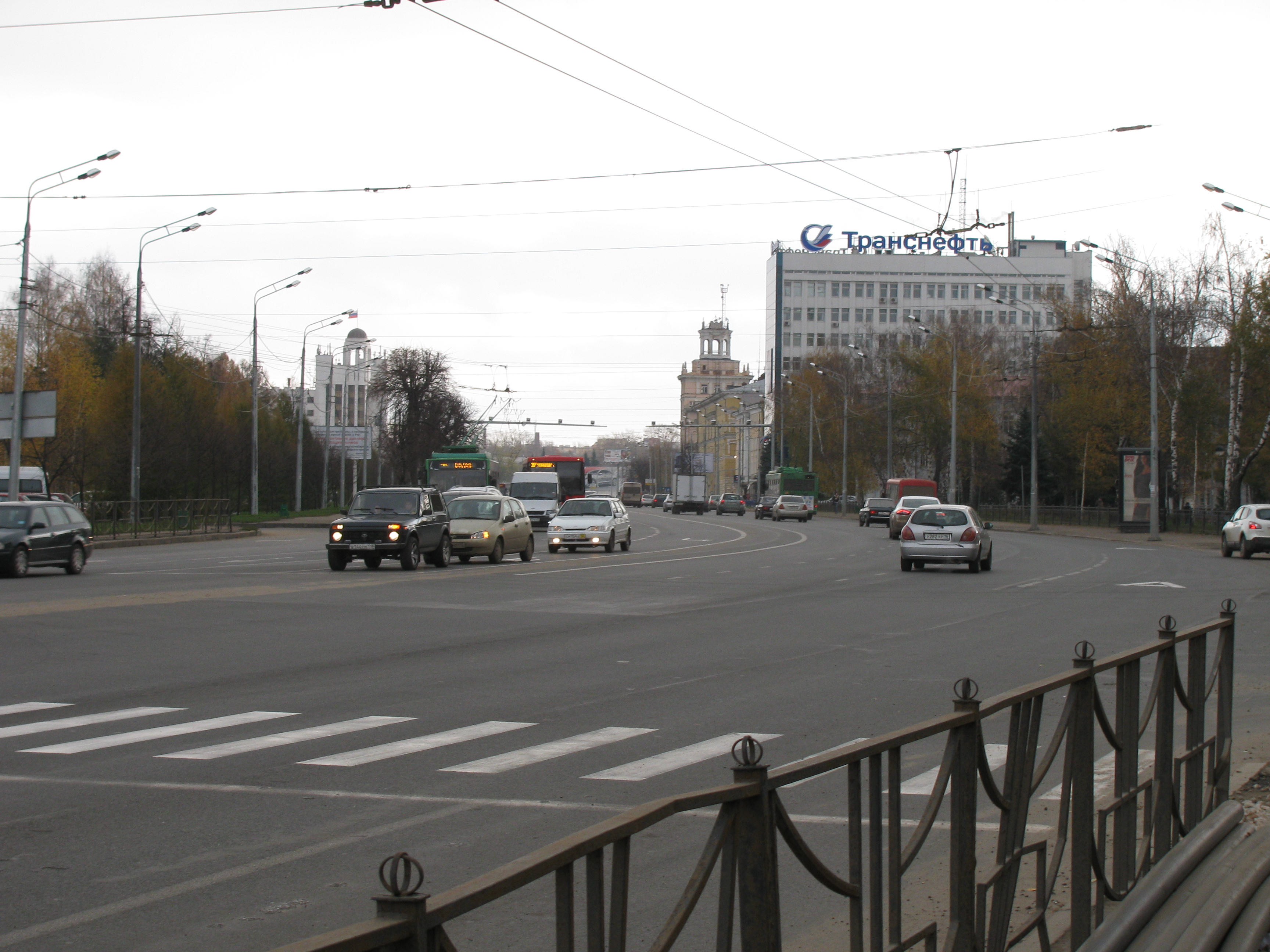
Проезжая часть

Улица Николая Ершова — магистральная улица в Вахитовском районе города Казани.

## Общие сведения
Улица начинается переходом с улицы Карла Маркса на перекрёстке с улицей Чехова и заканчивается на Советской площади.
Современное название улица получила в 1928 году в честь Николая Ершова (1892—1928), руководителя Октябрьского восстания в Казани 1917 года. Также обозначалась как улица Ершова поле.
В начале улицы располагается сквер Ершова, где установлен бюст этого революционера. Также улица была частью Сибирского тракта с выходом на Вознесенский и Мамадышский тракты.
На улице расположены Арское кладбище и парк культуры и отдыха им. Горького. На площади перед началом парка стоит памятник павшим солдатам в гражданской и Великой Отечественной войнах — скульптура умирающего бойца, а также стела, отделанная титановыми листами, высотой 30 метров и вечный огонь.

## История
Во второй половине XVIII века на месте будущей улицы располагалось Арское поле, которое начиналось от Малой Красной улицы, и, как часть Грузинской улицы (Карла Маркса), являлось частью Арской дороги. Дорога упиралась в Арские ворота казанского посада. Часто улицу называли Арской.
В 1848 году было построено здание Духовной Академии (Ершова, 2). В Академии учились, преподавали и жили видные ученые в разных сферах гуманитарных наук и религиозные деятели. Известные ученые Академии — П. А. Знаменский, Н. И. Ильминский, В. И. Несмелов, Н. В. Никольский, И. Я. Порфирьев, А. П. Щапов. Сейчас здесь
городская клиническая больница № 6.
В 1869 году построено здание психиатрической больницы (Ершова, 49), где работал психиатр и невропатолог Владимир Михайлович Бехтерев.
В доме № 20 расположено здание Центральной крещено-татарской школы построенное в 1871 году. До 1928 года в здании проводились кряшенские педагогические курсы и работал педагогический техникум.
В 1898 году севернее нынешнего перекрёстка с улицей Чехова было построено трамвайное депо. В 1997 году в депо произошел пожар, после которого оно было закрыто, а затем снесено в 2002 году. 17 октября 2006 года на этом месте был открыт ГТРК «Корстон».
Ершова дом 3 — это училище слепых детей, открытое в 1899 году. При училище располагался интернат для 26 воспитанников. С 1936 года здесь функционировала 2-я городская инфекционная больница. Здание некоторое время находилось в плачевном состоянии и было снесено в 2008 году.
В доме Ершова, 32а располагалось здание общежития строителей, которое было построено в 1954 году в духе советского неоклассицизма.
Движение на улице в конце 1950-х была в две полосы, по одной в обе стороны, а трамваи курсировали по путям, проложенным по нечётной стороне. В 2004 проезжая часть была реконструирована и построена двухуровневая развязка с улицей Вишневского.
На пересечении улиц Н. Ершова и П. Лумумбы располагался ресторан «Акчарлак». Здание было снесено из-за обветшалости. На месте ресторана планировалось построить многофункциональный комплекс, однако из-за кризиса 2008 года строительство не началось.
| Многоэтажная жилая застройка | Многоэтажная жилая застройка | Многоэтажная жилая застройка | Многоэтажная жилая застройка           |
| № дома                       | Год постройки                | Количество этажей            | Примечания                             |
| ---------------------------- | ---------------------------- | ---------------------------- | -------------------------------------- |
| 1А                           | 2005                         | 13-25                        | Гостиница Korston Hotel & Mall Kazan   |
| 4/2                          |                              | 2                            |                                        |
| 8                            | 1978                         | 10                           |                                        |
| 14/2                         | 1959                         | 5                            |                                        |
| 28                           | 1950                         | 4                            |                                        |
| 28А                          |                              | 4                            |                                        |
| 30                           |                              | 5                            | Общежитие № 5 КАИ                      |
| 31Б                          |                              | 5                            | Общежитие КГАСУ с учебными помещениями |
| 47                           | 1959                         | 3                            |                                        |
| 51                           | 1953                         | 3                            | жилой дом завода «Электроприбор»       |
| 53                           | 1953                         | 3                            |                                        |
| 55                           | 1959                         | 4                            |                                        |
| 55А                          |                              | 5                            |                                        |
| 55Б                          |                              | 5                            |                                        |
| 56                           | 1961                         | 3                            |                                        |
| 62Г                          | 2016                         | 10                           | Микрорайон «АртСити»                   |
| 78                           | 1963                         | 5                            |                                        |
| 80                           | 1963                         | 5                            |                                        |

### Другие организации
- Всероссийский научно-исследовательский институт углеводородного сырья РТ
- Казанская государственная академия ветеринарной медицины им. Н. Э. Баумана (КГАВМ)
- Казанский кооперативный институт, филиал Московского университета потребкооперации
- Министерство транспорта и дорожного хозяйства РТ
- Научно-исследовательский институт нефтепромысловой химии
- Общежитие, КНИТУ им. А. Н. Туполева (КАИ)
- Общественный фонд социальной защиты инвалидов и семей сотрудников, погибших при исполнении служебных обязанностей
- Отделенческая клиническая больница на станции Казань, ОАО РЖД
- Поликлиника отделенческой клинической больницы на станции Казань, ОАО РЖД
- Профсоюз работников АПК РФ, казанское городское отделение общероссийского общественного объединения
- Республиканский центр физической культуры и юношеского спорта Минобразования РТ
- Сайдаш, культурный центр
- Северо-Западные магистральные нефтепроводы (СЗМН), ОАО
- Татарча Корэш, Федерация национальной спортивной борьбы России
- Татниинефтемаш, Татарский научно-исследовательский и проектно-конструкторский институт нефтяного машиностроения
- Таттелеком, ОАО
- Трудовые резервы, стадион
- Управление государственного автодорожного надзора по РТ Федеральной Службы по надзору в сфере транспорта
- Федерация бильярдного спорта
- Федерация бокса Республики Татарстан
- Фонд газификации, энергосберегающих технологий и развития инженерных сетей РТ
- Центр социального обслуживания населения Советского района
- Церковь Ярославских чудотворцев (Церковь благородных князей Федора, Давида и Константина Ярославичей)
- Волжский научно-исследовательский институт углеводородного сырья
- № 28а — бывшее общежитие стройтреста № 2.[9]

## Пересечения с другими улицами
- Чехова
- Вишневского
- Зинина
- Маленькая
- Абжалилова
- Красной Позиции
- Патриса Лумумбы
- Гвардейская
- Искра
- Сеченова
- Сибирский переулок
- Галеева
- Новаторов
- Космонавтов

## Транспорт
По улице проложены маршруты большого количества автобусов и троллейбусов. Также ходили трамваи и западнее Арского кладбища существовало разворотное кольцо для трамваев старых маршрутов № 3, № 6 и № 8. В 2008 году на участке от улицы Карла Маркса до перекрёстка с Гвардейской трамвайные рельсы разобрали.